# En vivo Obras (álbum de 2009)
En vivo Obras es un álbum grabado en vivo de la banda Almafuerte, editado en 2009.
Este trabajo fue editado como CD simple o CD/DVD, y recopila los mejores momentos del show que la banda ofreció el 10 de mayo de 2008 en el Estadio Obras Sanitarias. 
El DVD cuenta con 14 tracks y viene acompañado con un CD de 16 temas del mismo concierto.
Una edición remasterizada fue editada en vinilo de 180 gr. más DVD por el sello Pinhead en 2021.

## Lista de canciones

### CD
1. El amasijo de un gran sueño
2. Niño jefe
3. Todo es en vano, si no hay amor
4. Debes saberlo
5. Yo traigo la semilla
6. Toro y pampa
7. Sé vos
8. Triunfo
9. Si me estás buscando
10. Orgullo Argentino
11. Patria al hombro
12. Pensando en llegar
13. De la carne
14. La máquina de picar carne
15. De pie
16. Homenaje

BONUS TRACK:
1. De la carne
2. A vos amigo

### DVD
1. El amasijo de un gran sueño
2. Niño jefe
3. Debes saberlo
4. Yo traigo la semilla
5. Toro y pampa
6. Se vos
7. Triunfo
8. Patria al hombro
9. Pensando en llegar
10. La máquina de picar sangre
11. Dónde está mi corazón
12. Homenaje
13. El pibe tigre
14. A vos amigo

BONUS TRACK:
1. Orgullo argentino
2. Si me estás buscando

## Créditos
Almafuerte
- Ricardo Iorio - Voz
- Claudio Marciello - Guitarra
- Beto Ceriotti - Bajo
- Bin Valencia - Batería

Producción
- Raúl Gancho Ocanto - asistente de escenario
- Daniel Kuda Salto - asistente de escenario
- Adrián Gary Massara - asistente de escenario
- Mauro Simoncelli - operador de sonido
- Pepe Araoz - operador de iluminación
- Patricio Claypole - grabación
- Agustín Moscato - asistente de grabación
- Ignacio Viano - asistente de grabación
- Álvaro Villagra - mezcla y masterización
- Mauricio Escobar - asistente de mezcla
- David Santos - masterización 5.1
- Alejandro López - montaje y edición
- Luis Salazar - coordinación técnica
- Ramiro Córdoba - digitalización y captura
- Matías Collavini - operador de cámara, digitalización y captura
- Diego Carini - operador de cámara
- Fabián Sandoval - operador de cámara
- Leandro Lettieri - operador de cámara
- Gustavo Stempniewicz - operador de cámara
- Leonardo Tálamo - operador de cámara
- Gustavo Reig - operador de cámara
- Cristian Mourazos - operador de cámara
- Marcelo Tommy Moya - coordinador
- Marcelo Caputo - mánager y asistente de producción
- Esfuziante - arte de tapa
- Martín Darksoul - imágenes
- Marina Pisano - diseño y arte gráfico
- Corina Mastandrea - diseño y arte gráfico